# غومينيسا
غومينيسا (Γουμένισσα) هي مدينة في كيلكيس في مقاطعة فوريا إلادا في اليونان.
يبلغ عدد سكانها حوالي 3618 نسمة.

## أعلام
- إفانثيا مالتسي